# Nossa Senhora do Livramento (Mato Grosso)
Nossa Senhora do Livramento, amtlich portugiesisch Município de Nossa Senhora do Livramento, ist eine Gemeinde im brasilianischen Bundesstaat Mato Grosso. Die Bevölkerungszahl wurde zum 1. Juli 2019 auf 13.216 Einwohner geschätzt, die auf einer großen Gemeindefläche von rund 5439,9 km² leben und Livramentenser (livramentenses) genannt werden. Die Bevölkerungsdichte beträgt rechnerisch rund 2,1 Bewohner pro km². Sie steht an 57. Stelle der 141 Munizips des Bundesstaates. Die Entfernung zur Hauptstadt Cuiabá beträgt 32 km.

## Geographie
Umliegende Gemeinden sind Poconé, Cáceres, Porto Estrela, Várzea Grande, Barão de Melgaço, Santo Antônio do Leverger, Jangada und Rosário Oeste.

## Klima
Die Gemeinde hat tropisches Klima, Aw nach der Klimaklassifikation nach Köppen und Geiger. Die Durchschnittstemperatur ist 25,5 °C. Die durchschnittliche Niederschlagsmenge liegt bei 1252 mm im Jahr. Im Südwinter fallen etwas weniger Niederschläge als im Südsommer.

## Söhne und Töchter der Stadt
- Rodrigo Paraná (* 1987), Fußballspieler